# Monedă digitală a băncii centrale
Moneda digitală a băncii centrale (în engleză Central Bank Digital Currency (CBDC)) este o formă de monedă digitală care reprezintă moneda fiduciară a unei anumite țări. Conceptual, CBDC-urile nu sunt menite să înlocuiască banii de hârtie, ci doar să completeze sistemele financiare existente ale țărilor care le adoptă. Acestea sunt similare cu stablecoins (criptomonede stabile), la un raport 1: 1 cu moneda fiat specifică. CBDC reprezintă o formă electronică a banilor, respectiv o creanță asupra băncii centrale, complementară celorlalte forme existente ale banilor (numerar și conturi bancare) utilizată pentru efectuarea de plăți.
CBDC este un instrument digital de înaltă securitate. La fel ca bancnotele de hârtie, este un mijloc de plată, o unitate de cont și un depozit de valoare, iar fiecare unitate este identificabilă în mod unic pentru a preveni falsificarea.
Prima emisiune de CBDC a avut loc în anul 2015 fiind realizată de banca centrală din Ecuador, dar interesul scăzut al populației a dus la renunțarea la ea trei ani mai târziu.

## Caracteristici
CBDC funcționează pe un blockchain controlat de guvern, o entitate politică sau o entitate privată de încredere. Un CBDC poate fi sub forma unui jeton salvat pe un dispozitiv fizic, cum ar fi un telefon mobil sau un card preplătit, facilitând transferul offline anonim. Alternativ, poate exista în conturi gestionate de un intermediar, cum ar fi o bancă, care să o controleze și, eventual, să remunereze cu o rată a dobânzii.
Spre deosebire de Bitcoin, moneda digitală a băncii centrale dispune de tehnologia tehnologia registrului distribuit (Distributed Ledger Technology - DLT). Această tehnologie permite băncilor centrale să emită și să controleze oferta monetară într-un mod similar cu sistemul actual de monedă fiduciară în vigoare.
|                    | CBDC                                                                                                 | Criptomonede                                                                             |
| ------------------ | --- | ---------------------------------------------------------------------------------------- |
| Natura autorității | Foarte centralizat                                                                                   | În cea mai mare parte descentralizată sau îndreptată spre complet descentralizare        |
| Natura valorii     | Derivă de pe piață și este influențat de alți factori externi                                        | Derivă în totalitate de pe piață                                                         |
| Scopul aplicației  | Imediat ce sistemul este lansat, este obligatorie acceptarea CBDC ca echivalent al banilor fiduciari | Toți actorii de pe piață decid singuri dacă vor sau nu să accepte o anumită criptomonedă |
| Alianța geografică | Legat de economia unei anumite țări                                                                  | Nealiat geopolitic                                                                       |

Fiecare unitate CBDC acționează ca un instrument digital sigur echivalent cu o factură pe hârtie și poate fi utilizată ca mod de plată, depozit de valoare și unitate de cont oficială. La fel ca o notă valutară pe hârtie care poartă un număr de serie unic, fiecare unitate CBDC este, de asemenea, marcată în mod unic. Deoarece face parte din oferta de bani controlată de banca centrală, funcționează alături de alte forme de bani reglementate, cum ar fi monedele, bancnotele și obligațiunile.

## Avantaje și dezavantaje ale CBDC
Argumentele în favoarea CBDC includ: susținerea digitalizării economiei, diminuarea riscurilor asociate utilizării activelor și monedelor digitale private (risc cibernetic, spălarea banilor, finanțarea terorismului), eficientizarea sistemului de plăți și consolidarea rolului internațional al unor monede (Zona Euro, China). Monedele digitale susținute de băncile centrale vor spori, de asemenea, eforturile guvernelor către incluziune financiară ceea ce înseamnă că cei care nu au un cont bancar pot avea acces mai ușor și mai sigur la bani și plăți fără numerar, sau digitale, și vor fi interoperabile între diferite sisteme bancare, făcându-le mai sigure și mai fiabile, mai rezistente. 

CBDC sunt mai rentabile decât banii fizici, deoarece au costuri de tranzacție mai mici; pot concura cu companiile private care au nevoie de stimulente pentru a respecta standardele de transparență. Monedele digitale ale băncii centrale promit să fie mai eficiente decât banii tradiționali fiduciari în ceea ce privește comisioanele de transfer și reducerea timpului. De asemenea, reduc costurile de tipărire, deoarece în loc să tipărească bani, banca centrală emite monede electronice. Mai mult, operațiunile bancare CBDC sunt disponibile 24/7, deoarece nu sunt limitate de programul băncilor. CBDC-urile pot contribui, de asemenea, la accelerarea plăților în numerar în perioade de criză.
Emisiunea de CBDC poate induce însă și dezavantaje: riscuri pentru sistemul financiar – migrarea populației dinspre conturi bancare către conturi deschise la banca centrală, modificarea mandatului băncilor centrale, creșterea fenomenului de substituție a monedei îndeosebi în țările emergente sau descurajarea inovației în domeniul sistemelor de plăți. 

## CBDC în diferite țări
CBDC-urile sunt încă într-un stadiu conceptual, multe țări explorând posibila implementare a acestora. Începând cu august 2021 existau 81 de țări, inclusiv autorități monetare precum Uniunea Europeană, care urmăreau un proiect CBDC într-o formă sau alta. Majoritatea acestora, se află în stadiul de cercetare. Doar cinci dintre acestea au lansat până acum CBDC, toate sunt națiuni insulare din Caraibe: Bahamas, Saint Kitts și Nevis, Antigua și Barbuda, Saint Lucia și Grenada.
- Bahamas: la 20 octombrie 2020, Banca Centrală din Bahamas a introdus Sand Dollar ca monedă digitală echivalentă cu dolarul tradițional din Bahamas. [6]

- Brazilia: în 2020, Banca Centrală a Braziliei a anunțat planuri pentru o monedă digitală până în 2022, deși aceste planuri au fost respinse cu doi ani în urmă [7]

- Canada: Bank of Canada se numără printre primele bănci centrale care are mai multe proiecte ce explorează monedele digitale și tehnologia blockchain. Proiectul Jasper lansat în 2016, utilizat pentru titlurile de valoare canadiene, a fost folosit împreună cu projectul Ubin din Singapore pentru efectuarea de plăți transfrontaliere mai rapide și mai puțin costisitoare.

- Chile: Banca Centrală a Chile a dezvăluit că studiază cum să emită o monedă digitală națională, peso digital. [8]

- China: guvernul chinez și Banca Populară a Chinei au dezvoltat recent propria versiune a unui CBDC numit yuan digital. Pentru a se asigura că acesta este adoptat la nivel național, au impus restricții, interzicând aproape cu totul criptomonedele. China va lansa yuanul digital la Jocurile Olimpice de iarnă de la Beijing din februarie 2022.[9]

- Coreea de Sud: Banca centrală din Coreea de Sud (BOK) a lansat un proiect pilot ce va consta în două etape. Prima etapă, care se concentrează pe cercetarea și testarea rolului de bază al monedelor digitale ale băncilor centrale, este programată să fie finalizată până în decembrie 2021. A doua etapă, centrată pe concepte mai detaliate, cum ar fi protecția datelor private este programată să se încheie în iunie 2022.[10]

- Danemarca: Banca Centrală a Danemarcei a explorat viabilitatea unei monede digitale naționale (E-kroner) în 2016 și 2017. [11]

- Ecuador: a fost prima țară care a emis o monedă digitală (dinero electronico - DE) în 2014. Neîncrederea pe scară largă a cetățenilor, DE a reprezentat mai puțin de 0,003% din moneda în circulație în 2016 și a fost desființată în decembrie 2017.[12]

- Elveția: Banca centrală a Elveției a demarat în luna decembrie 2020 proiectul Helvetia privind beneficiile și riscurile unei monede digitale a băncii centrale numită e-franc pentru tranzacții instant pe SIX Swiss Exchange. Proiectul vizează integrarea activelor digitale tokenizate și CBDC, stabilind o legătură între sistemul de plăți existent și tehnologia DLT.[13]

- India: La începutul anului 2021, guvernatorul băncii centrale, Shaktikanta Das a anunțat că Banca Rezervelor din India (RBI) ar putea testa primul său program pentru o monedă digitală.[14]

- Indonezia: Banca centrală a Indoneziei intenționează să emită o rupie digitală. Noua monedă este menită să fie singura monedă legală pentru tranzacțiile digitale din țară, în timp ce autoritatea de reglementare dorește, de asemenea, să se asigure că va fi schimbabilă peste granițe. [15]

- Iran: Banca Centrală a Iranului (CBI) relatează că a finalizat dezvoltarea unei criptomonede naționale, Crypto Rial, care va fi susținută de Rial. Această criptomonedă digitală va fi emisă instituțiilor financiare, cum ar fi băncile pentru a testa plățile și decontările interne și interbancare.[16]

- Japonia: În aprilie 2021, Banca Japoniei (BoJ) a lansat un studiu de fezabilitate pentru yenul digital. În prima fază a testului pilot, BoJ va colabora cu întreprinderi private pentru a testa funcțiile de bază ale CBDC. Testele vor include detaliile de emitere și circulație ale yenului digital. [17]

- Marea Britanie: Banca Angliei analizează oportunitatea lansării unei monede digitale susținută de banca centrală, numită Britcoin, cu scopul de a contracara problemele implicate de criptomonede precum bitcoin.[18]

- Nigeria: în mai 2021, Banca Centrală a Nigeriei a anunțat că va lansa schema pilot a monedei sale digitale e-Naira la 1 octombrie 2021. e-Naira va opera ca un portofel în care clienții pot deține fondurile existente din conturile lor bancare. [19]

- Noua Zeelandă: Banca Centrală din Noua Zeelandă, ar dori să folosească o monedă digitală națională ca și instrument de politică monetară. Noua monedă digitală ar urma să fie susținută folosind dolarul din Noua Zeelandă ca unitate unică de cont, având paritate 1:1 la schimburile cu numerar.[20]

- Norvegia: după patru ani de cercetare, Norges Bank a anunțat în aprilie 2021 planurile de a începe testarea soluțiilor tehnice pentru un CBDC în următorii doi ani. [21]

- Rusia: Banca Centrală a Rusiei intenționează să înceapă în 2022 proiecte pilot pentru moneda digitală a băncii centrale, cripto-rubla. Introducerea rublei digitale va ajuta la reducerea costurilor pentru gospodării și întreprinderi, creșterea vitezei plăților, dezvoltarea de produse și servicii inovatoare în industria financiară și în economie în general.[22]

- Suedia: Sveriges Riksbank a început un proiect pilot pentru o monedă digitală experimentală, e-Krona, pe tehnologia DLT. În paralel se studiază modul în care CBDC ar afecta legislația din Suedia, atribuțiile autorității monetare și economia suedeză.[23]

- Tailanda: Începând din anul 2019, autoritățile monetare din Thailanda și Hong Kong lucrează la un proiect comun care combină inițiative de cercetare privind emisiunea de CBDC într-un studiu axat pe fluxurile transfrontaliere.

- Turcia: Banca Centrală a Turciei a dezvăluit că cercetarea „conceptuală” a fost finalizată cu privire la o monedă digitală a băncii centrale bazată pe liră și că testele practice pentru o astfel de monedă vor începe în a doua jumătate a anului 2021.[24]

- Ucraina: Banca Națională a Ucrainei a finalizat testarea cu succes a unei monede digitale naționale, e-hryvnia, care a început în decembrie 2018. Angajații Ministerului Transformării Digitale din Ucraina ar putea deveni primii care își vor primii salariile în moneda digitală.[25]

- Singapore: Autoritatea monetară din Singapore (MAS) anunță o inițiativă numită Project Ubin la emiterea unei monede digitale interne a băncii centrale.[26]

- Statele Unite ale Americii: Federal Reserve și Massachusetts Institute of Technology’s Digital Currency Initiative, au anunțat Proiectul Hamilton pentru a dezvolta și testa o ipotetică platformă de monedă digitală. Aceasta ar completa utilizarea banilor și a depozitelor bancare, mai degrabă decât să le înlocuiască. [27]

- Uniunea Europeană: În zona Euro Banca Centrală Europeană lucrează, de asemenea, la un proiect digital de euro și, dacă va fi lansat, va fi un CBDC cu cea mai largă gamă, acoperind cel puțin 19 țări. Euro digital ar fi o versiune electronică a bancnotelor și monedelor euro, care vor fi stocate în siguranță direct într-un cont BCE, mai degrabă decât la o bancă comercială. Pentru BCE, acest euro digital este menit să devină o soluție de plată suplimentară și nu urmărește înlocuirea numerarului. Euro digital este așteptat să fie mai sigur în comparație cu depozitele din sistemul bancar privat, deoarece există întotdeauna probabilitatea ca băncile să devină insolvabile. În viziunea oficialilor săi, euro digital ar susține digitalizarea economiei europene și independența strategică a Uniunii Europene, ar fi un răspuns la declinul numerarului ca mijloc de plată sau la o utilizare semnificativă a unor CBDC emise în afara UE sau a plăților private digitale. Alte considerente sunt legate de un nou mecanism de transmisie a politicii monetare, atenuarea riscurilor privind sistemele de plăți, întărirea rolului euro la nivel internațional, și susținerea reducerii costurilor generale și a amprentei ecologice a sistemelor monetare și de plăți.

În Europa Centrală și de Sud-Est, oficialii băncii centrale din Bulgaria și-au exprimat preocuparea privind implicațiile emisiunii de CBDC asupra sistemului bancar, îndeosebi în condiții de criză, când opțiunea unor transferuri directe cu autoritatea monetară poate amplifica tensiuni. În Serbia și Republica Cehă, oficialii băncilor centrale invocă realizarea unor sisteme de plăți instant a căror infrastructură și performanță oferă valențe similare emisiunii de CBDC.
Banca Națională a României s-a alăturat unei majorități a băncilor centrale europene în ceea ce privește o monedă digitală emisă de către Banca Centrală (BCE).
- Venezuela: Autoritățile au lansat oficial în circulație pe 1 octombrie 2021 o monedă CBDC purtând numele bolivar digital. Bolivarul digital va folosi un schimb bazat pe tranzacții peer-to-peer. Banca centrală a țării a menționat, de asemenea, că introducerea unei monede digitale a băncii centrale nu va afecta valoarea bolivarului.[29][30][31][32]